# Lynn Colella
Lynn Ann Colella, född 13 juni 1950 i Seattle, är en amerikansk före detta simmare.
Colella blev olympisk silvermedaljör på 200 meter fjäril vid sommarspelen 1972 i München.